# Рокдейл (Вісконсин)
Рокдейл (англ. Rockdale) — селище (англ. village) в США, в окрузі Дейн штату Вісконсин. Населення — 207 осіб (2020).

## Географія
Рокдейл розташований за координатами 42°58′12″ пн. ш. 89°1′50″ зх. д. / 42.97000° пн. ш. 89.03056° зх. д. (42.969952, -89.030630).  За даними Бюро перепису населення США в 2010 році селище мало площу 0,63 км², з яких 0,59 км² — суходіл та 0,04 км² — водойми. В 2017 році площа становила 0,77 км², з яких 0,73 км² — суходіл та 0,04 км² — водойми.

## Демографія
Згідно з переписом 2010 року, у селищі мешкало 214 осіб у 89 домогосподарствах у складі 60 родин. Густота населення становила 342 особи/км².  Було 94 помешкання (150/км²).
Расовий склад населення:
| - 99,1 % — білих - 0,5 % — азіатів |

До двох чи більше рас належало 0,5 %. Частка іспаномовних становила 1,9 % від усіх жителів.
За віковим діапазоном населення розподілялося таким чином: 24,3 % — особи молодші 18 років, 64,0 % — особи у віці 18—64 років, 11,7 % — особи у віці 65 років та старші. Медіана віку мешканця становила 39,0 року. На 100 осіб жіночої статі у селищі припадало 116,2 чоловіків;  на 100 жінок у віці від 18 років та старших — 102,5 чоловіків також старших 18 років.
Середній дохід на одне домашнє господарство  становив 63 813 долари США (медіана — 51 071), а середній дохід на одну сім'ю — 69 909 доларів (медіана — 83 333). За межею бідності перебувало 19,7 % осіб, у тому числі 37,5 % дітей у віці до 18 років та 0,0 % осіб у віці 65 років та старших.
Цивільне працевлаштоване населення становило 106 осіб. Основні галузі зайнятості: освіта, охорона здоров'я та соціальна допомога — 22,6 %, виробництво — 18,9 %, фінанси, страхування та нерухомість — 16,0 %.